# 香港中華總商會
香港中華總商會，簡稱中總，成立於1900年，是香港一個非牟利的香港建制派華商團體。目前會員人數超過6000人，會員經營之業務包括製造業、進出口貿易、銀行、保險、房地產、建築、資訊科技、專業服務、交通運輸、食品、百貨批發零售、飲食服務及旅遊業等。

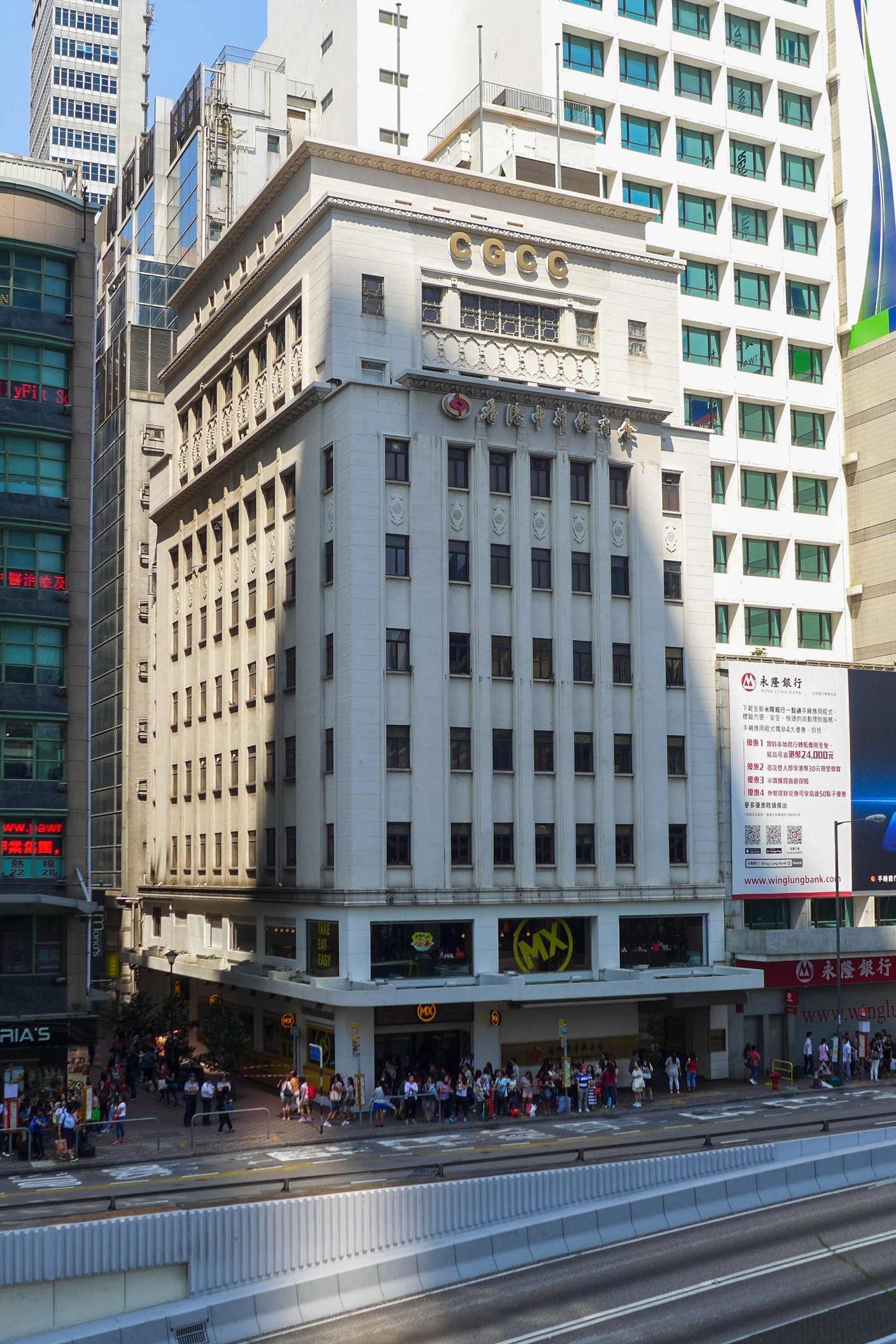
香港中華總商會會址在中環干諾道中的中華總商會大廈

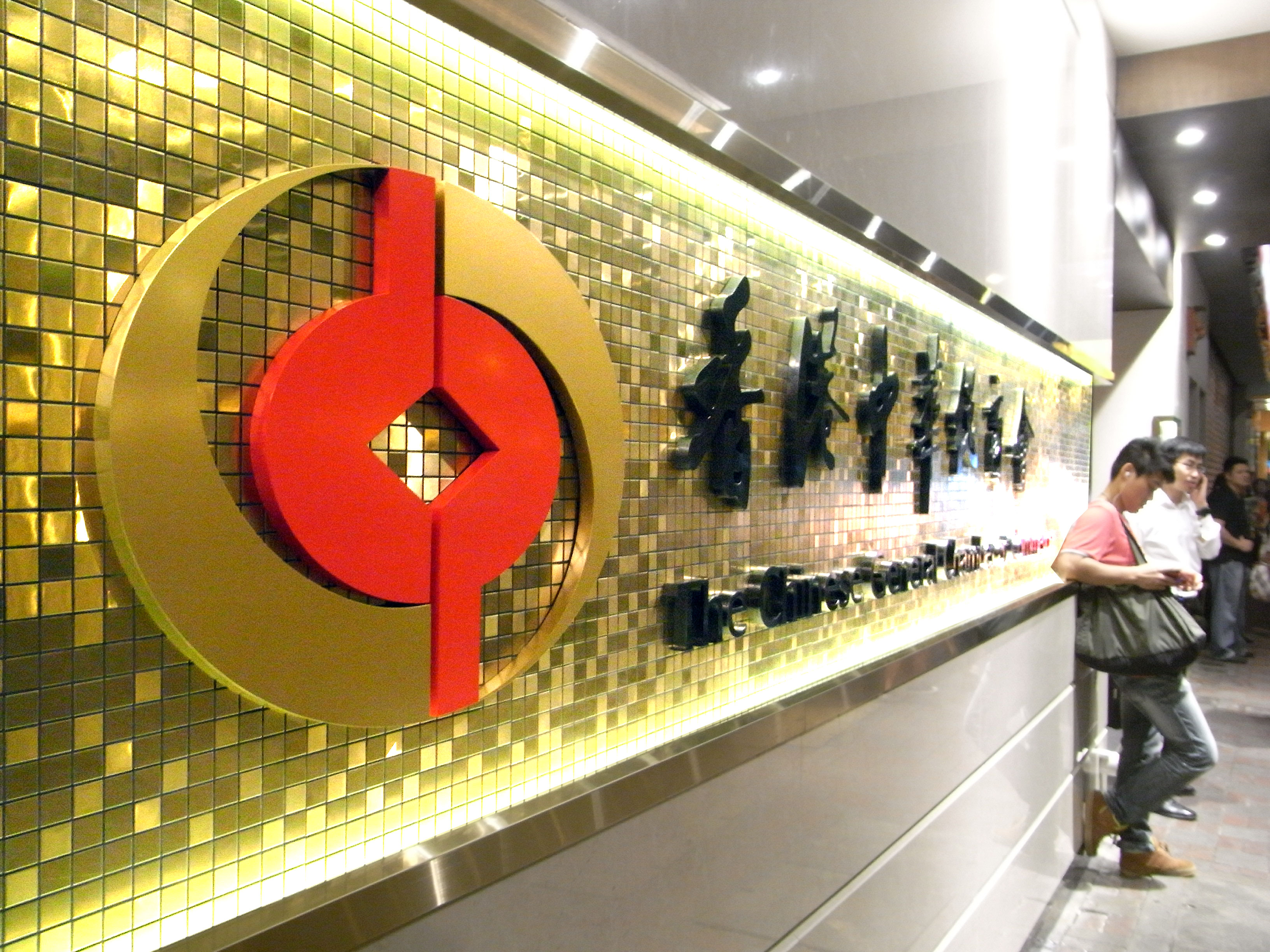
華商會所大堂

位於中環干諾道中的中華總商會大廈於1954年落成，有近70年歷史。

## 會員

### 永遠榮譽會長
- 陳有慶、霍震寰、古勝祥、何世柱、黃宜弘、張永珍、翁錦通、林銘森、莊學山、胡經昌、林廣兆、楊釗、張成雄、方文雄、陳斌、陳幼南、李德麟、盧文端、馬忠禮、林樹哲

### 首長成員
- 包括霍震寰、張永珍、林廣兆、黃光漢、蔡冠深、張成雄、楊釗、黃宜弘、胡經昌等。

### 主要成員
- 余國春 裕華國產百貨有限公司
- 伍步剛 永隆銀行有限公司
- 劉鐵成 東方石油有限公司
- 李祖澤 聯合出版（集團）有限公司
- 劉奇喆 亞洲保險有限公司
- 袁武 招商局集團有限公司
- 黃士心 康泰旅行社有限公司
- 伍威全 美心（中國）管理有限公司
- 曾智明 金利來集團有限公司
- 林廣明 中國銀行（香港）有限公司
- 李繼文 南洋商業銀行有限公司
- 羅景雲 新鴻基地產發展有限公司
- 李國雄 新光酒樓（集團）有限公司
- 王遼平 香港中國企業協會
- 李歡 南北行公所
- 李宗德 香港中華出入口商會
- 莊學山 香港潮州商會有限公司
- 鄭海泉 香港上海匯豐銀行有限公司
- 陳永棋 長江製衣有限公司
- 鄭家純 新世界發展有限公司
- 陳樹林 華潤（集團）有限公司
- 羅康瑞 瑞安集團有限公司
- 蔡來興 上海實業（集團）有限公司
- 林帆 香港中國保險(集團)有限公司
- 陳智思 亞洲保險有限公司
- 伍燕儀 花旗銀行有限公司
- 余鵬春 裕華國產百貨有限公司
- 張學武 香港中旅（集團）有限公司
- 李惠民 李錦記有限公司
- 周永成 周生生珠寶金行有限公司
- 陳智文 亞洲金融集團
- 郭志一 永安有限公司
- 黃麗群 金利來集團有限公司
- 趙斌 聯合出版（集團）有限公司
- 葉成坤 葉成坤醫生醫務所
- 劉佩瓊 香港理工大學
- 壽福鋼 交通銀行香港分行
- 陳萬雄 商務印書館（香港）有限公司
- 孫大倫 富士攝影器材有限公司
- 林光如 星光集團有限公司
- 邱建新 華豐國貨有限公司
- 范仁鶴 中國光大國際有限公司
- 鄭國屏 香港民安保險有限公司
- 莊紹綏 莊士實業（集團）有限公司
- 林濬 九廣鐵路公司
- 黃達堂 捷榮咖啡有限公司
- 符鈺田 維他奶國際集團有限公司
- 龍子明 宏利人壽保險（國際）有限公司
- 葉紹基 九龍牛羊業商會有限公司
- 龔浩森 九龍生豬業入口商會
- 李傑雄 九龍鮮肉零售商聯合會
- 李德麟 金銀業貿易場
- 趙文合 香港糧食雜貨總商會
- 胡富強 港九淡水魚商買手會有限公司
- 麥翔 港九燒乳豬行商會
- 趙景雲 僑港新會商會
- 陳葆心 證券商協會有限公司

## 外部連結
- 香港中華總商會 （页面存档备份，存于）